# Frederick Haultain

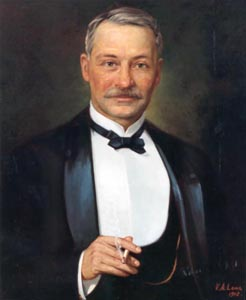
Frederick Haultain

Sir Frederick William Alpin Gordon Haultain (* 25. November 1857 in Woolwich, England; † 30. Januar 1942 in Montreal, Québec) war ein kanadischer Politiker und Richter. Von Oktober 1897 bis September 1905 war er der erste Premierminister der Nordwest-Territorien, bis zur Abspaltung der neu geschaffenen Provinzen Alberta und Saskatchewan.

## Biografie
Der Sohn eines aus Belgien stammenden Artillerieoffiziers der britischen Armee wurde in England geboren. Die Familie wanderte 1860 nach Oberkanada aus und ließ sich in Peterborough nieder. Haultain verbrachte einige Jahre seiner Jugend in Montreal. 1879 erhielt er den Bachelor of Arts der Universität Toronto und studierte anschließend Recht. 1882 erhielt er die Zulassung als Anwalt in der Provinz Ontario, zwei Jahre später in den Nordwest-Territorien, nachdem er sich in Fort Macleod im Süden der heutigen Provinz Alberta niedergelassen hatte.
1887 wurde Haultain als Abgeordneter der Legislativversammlung der Nordwest-Territorien gewählt. Er setzte sich an die Spitze einer politischen Bewegung, die die Einführung der Selbstverwaltung forderte. Die kanadische Regierung gewährte diese zehn Jahre später. Am 7. Oktober 1897 wurde Haultain, der seit 1891 Vorsitzender des Exekutivkomitees und damit auch Regierungschef gewesen war, von Vizegouverneur Charles Herbert Mackintosh zum ersten Premierminister der Nordwest-Territorien ernannt. Im selben Jahr gründete er die Liberal-Konservative Partei der Nordwest-Territorien, einen Zweig der Konservativen Partei auf Bundesebene, obwohl er Parteipolitik eigentlich für ungeeignet hielt.
Im November 1898 und im Mai 1902 wurde Haultain bei den Wahlen bestätigt. Als Premierminister leitete Haultain Verhandlungen um den Provinzstatus. Er trat für eine Provinz namens Buffalo ein, die die gesamten Nordwest-Territorien umfassen sollte. Die von Wilfrid Laurier angeführte liberale Bundesregierung war jedoch gegen eine große, konservativ geprägte Provinz im Westen und entschied sich stattdessen für die Schaffung der Provinzen Alberta und Saskatchewan im Südteil des Territoriums.
Haultain blieb bis zum 1. September 1905 im Amt. Da er politisch immer näher zur Konservativen Partei rückte, setzte sich Laurier über ihn hinweg und ernannte loyale Liberale zu Premierministern der neuen Provinzen. Haultain gründete die konservative Provincial Rights Party und war bis 1912 Oppositionsführer in der Legislativversammlung von Saskatchewan. Ab 1912 war er fünf Jahre lang Vorsitzender des Obersten Gerichts der Provinz. 1917 wurde er zum Vorsitzenden des Appellationsgerichts von Saskatchewan ernannt und übte diese Funktion bis 1938 aus.
1906 heiratete er Marian St. Clair Castellian (geb. Mackintosh), die Tochter von Charles Mackintosh, des Vizegouverneurs der Nordwest-Territorien.

## Nachwirkung
Die kanadische Regierung, vertreten durch den für das Historic Sites and Monuments Board of Canada zuständigen Minister, ehrte Haultain am 15. Mai 1946 für sein Wirken und erklärte ihn zu einer „Person von nationaler historischer Bedeutung“.